# Johann Georg Förster
Johann Georg Förster (* 23. Oktober 1818 in Lich; † 28. Dezember 1902 in Lich) war ein deutscher Orgelbauer und Begründer der Orgelbaufirma Förster & Nicolaus Orgelbau in Lich.

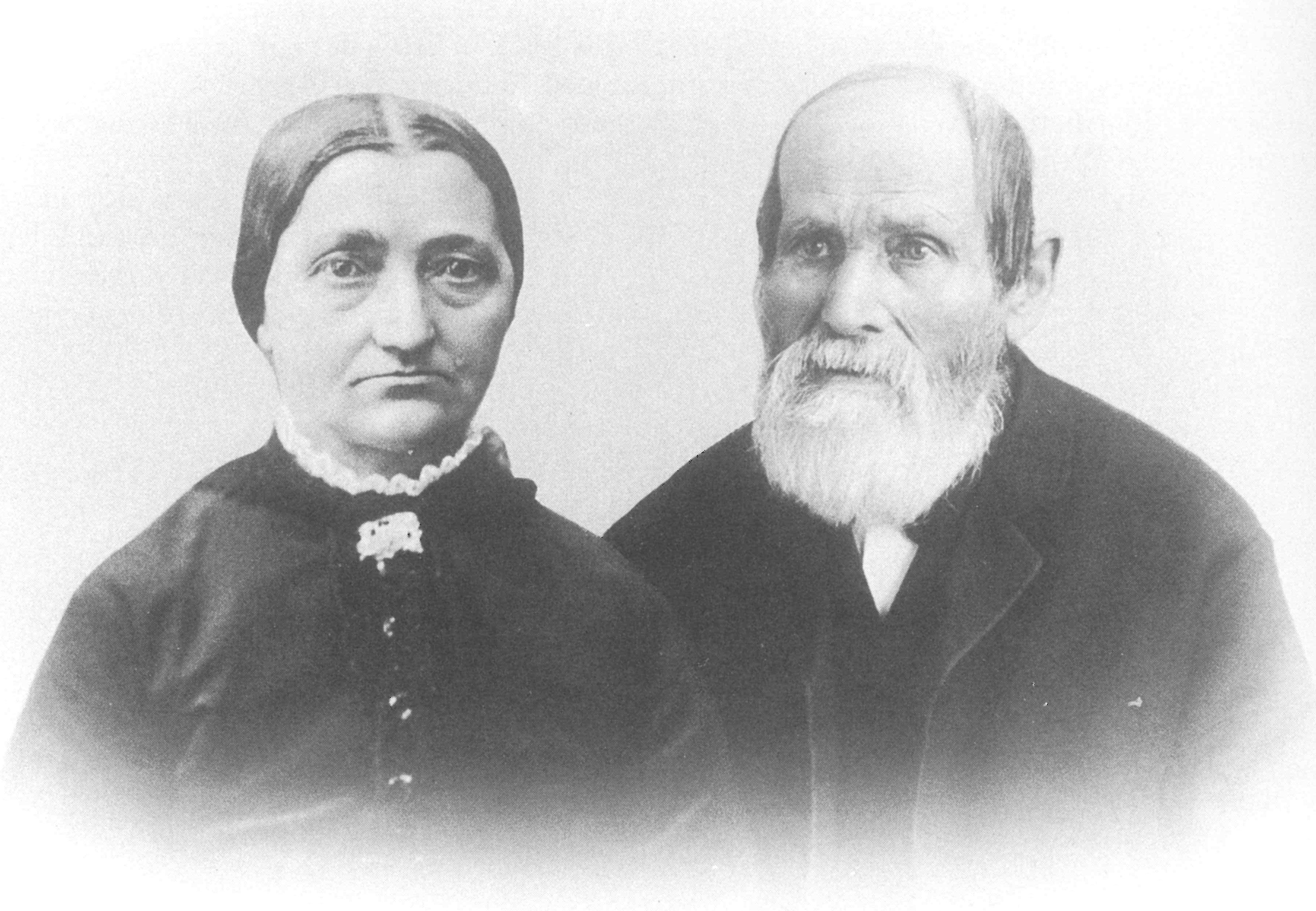
Johann Georg Förster mit seiner Ehefrau Katharine

## Leben
Johann Georg Förster wurde als zweites von sechs Kindern des Stadtschäfers Johann Konrad Förster (* 1788; † 8. Februar 1831) aus Lich und dessen Frau Anna Catharina geb. Schneider aus Steinbach (Fernwald) geboren. Er erlernte nach einer Schreinerlehre bei seinem Onkel Alexander Schneider den Orgelbau bei Johann Hartmann Bernhard in Romrod. Als Geselle arbeitete er im Bereich von Hessen-Darmstadt bei Hermann Dreymann (Mainz), Johann Georg Bürgy (Gießen) und bei Johann Heinrich Krämer (Leusel), dessen Tochter Katharina Elisabeth er 1842 heiratete. Eine Gesellenzeit bei Eberhard Friedrich Walcker (Ludwigsburg) ist bisher nicht nachweisbar. In demselben Jahr machte sich Förster in Lich mit einer eigenen Orgelbaufirma selbstständig und trat die Nachfolge Bürgys an, der 1841 ohne Nachfolger verstorben war. Erster Mitarbeiter war sein Onkel Philipp Sebastian Förster aus Lich. Von den zehn Kindern starben die meisten an Tuberkulose. Nur Friedrich August Leonhard Heinrich (* 27. Januar 1845 in Lich; † 22. Dezember 1923 in Lich), der Klavierhändler wurde, und die Tochter Louisa (1862–1956) überlebten das 30. Lebensjahr. Der Sohn Heinrich (1852–1878) wurde ebenfalls Orgelbauer, starb aber zu jung, um die Firma übernehmen zu können. Dessen gleichnamiger Sohn (1877–1924) wurde in Basel Orgelbauer. Ein Neffe von Johann Georg Förster mit Namen Carl Förster (* 25. Dezember 1868 in Lich; † 20. August 1934 in Alzey) übernahm die Werkstatt Landolt in Heimersheim (Alzey), nachdem er dort eingeheiratet hatte.

## Werk

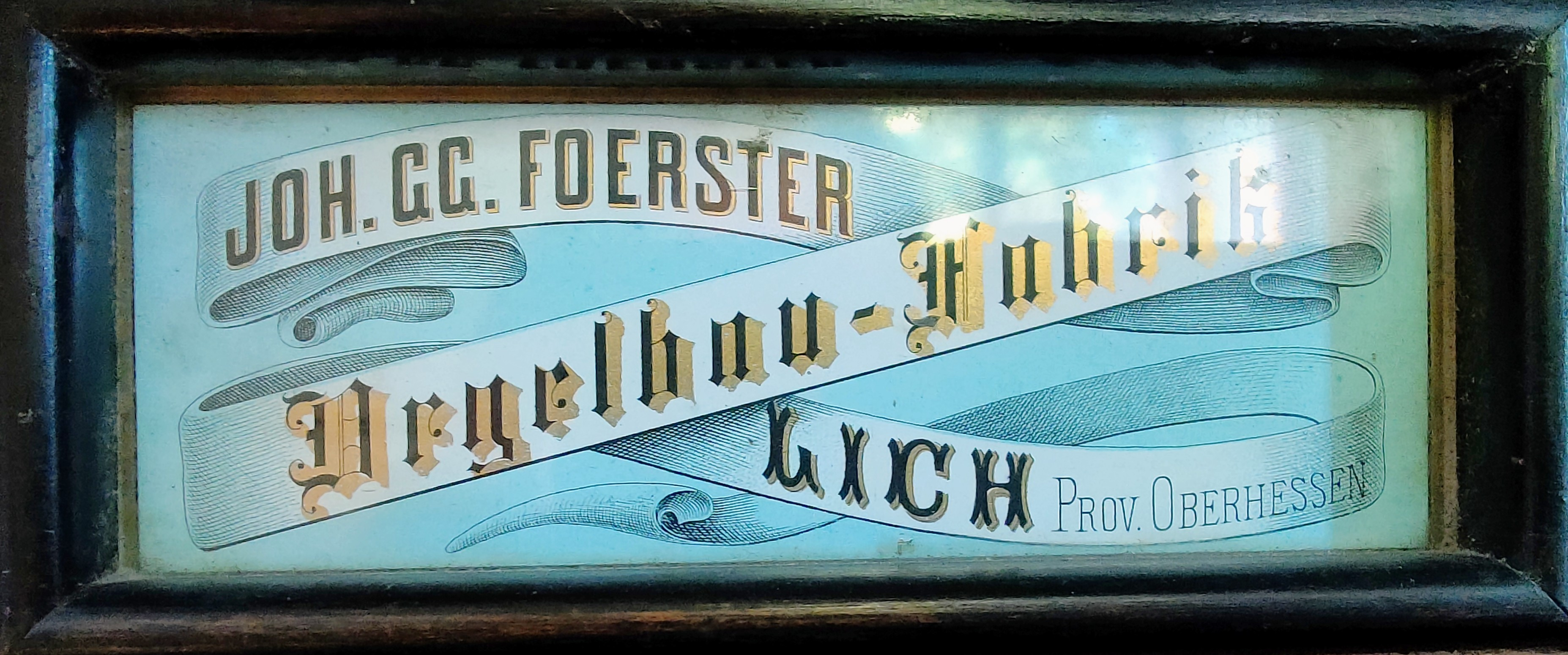
Firmenschild in Arnshain

Johann Georg Förster baute neben mechanischen Schleifladen auch sogenannte „Ventilspringladen“, eine Bauart der Kegellade mit konischen Kegelventilen, zunächst für das Pedal, später auch für das Hauptwerk. Um 1880 entstanden mehrere Instrumente mit einer Hängeventillade. Kennzeichnend für seinen Stil sind zudem Transmissionsladen mit doppelten Schleifen. Er bevorzugte vollständige Prinzipalchöre; selbst Dorforgeln basieren auf einem Prinzipal 8′ und verfügen über einen Prinzipal 16′ im Pedal. Die Mixturen wurden bei seinen etwa 90 Orgeln individuell mit unterschiedlicher Stärke, Mensur und Repetition konzipiert. Seltener begegnen Streicherstimmen und Zungenregister. Eine Besonderheit stellt das Register Physharmonika mit durchschlagenden Zungen auf eigener Windlade dar, die in Steinbach und Großen-Buseck erhalten ist. Förster baute ausschließlich ein- und zweimanualige Orgeln mit maximal 25 Registern. Das Klangbild war von der Romantik geprägt, das von grundtönigen Stimmen beherrscht war. Förster stand stark unter dem Einfluss von Johann Gottlob Töpfers Schrift Die Orgelbau-Kunst (1833). Die Prospekte wurden von Architekten und Baubehörden entworfen.

## Werkliste (Auswahl)
Die Größe der Instrumente wird in der fünften Spalte durch die Anzahl der Manuale und die Anzahl der klingenden Register in der sechsten Spalte angezeigt. Ein großes „P“ steht für ein selbstständiges Pedal. Eine Kursivierung zeigt an, dass die betreffende Orgel nicht mehr oder nur noch der Prospekt erhalten ist.
| Jahr      | Ort                  | Gebäude                        | Bild | Manuale | Register | Bemerkungen |
| --------- | -------------------- | ------------------------------ | ---- | ------- | -------- | --- |
| 1844      | Gettenau             | Ev. Kirche                     |      | I/P     | 12       | nach Tod Bürgys vollendet; Schleifladen; Harmonica 8′ fehlt                                                         |
| 1846      | Krumbach (Biebertal) | Evangelische Kirche            |      | I/P     | 7        | nicht erhalten |
| 1848      | Friedberg            | Burgkirche                     |      | I/P     | 12       | 1889 Erweiterungsumbau durch Johann Georg Förster                                                                   |
| 1849      | Steinbach (Fernwald) | Evangelische Kirche            |      | II/P    | 24       | Neubau, mit Schleifladen; nahezu vollständig erhalten, 1870 Gambe durch Förster ersetzt, 1873 Physharmonika ergänzt |
| 1852      | Eberstadt (Lich)     | Evangelische Kirche            |      | I/P     | 8        | Prospekt erhalten; dahinter neues Werk der Werkstatt Oberlinger mit eigenem Prospekt                                |
| 1854      | Kaichen              | Ev. Kirche                     |      | I/P     | 12       | weitgehend erhalten; auf ursprünglichen Zustand rekonstruiert                                                       |
| 1854      | Bettenhausen (Lich)  | Evangelisch-reformierte Kirche |      | I/P     | 10       | Kegelladen; fast vollständig erhalten                                                                               |
| 1858      | Maar (Lauterbach)    | Michaelskirche                 |      | II/P    | 22       | Ventilspringladen                                                                                                   |
| 1863      | Albach (Fernwald)    | Evangelische Kirche            |      | I/P     | 8        | vollständig erhalten                                                                                                |
| 1864      | Butzbach             | Wendelinskapelle               |      | I/P     | 8        | nicht erhalten |
| 1865      | Langd                | Evangelische Kirche            |      | II/P    | 12       | erhalten |
| 1868      | Bellersheim          | Evangelische Kirche            |      | II/P    | 15       | Springwindladen; vollständig erhalten                                                                               |
| 1870      | Großen-Buseck        | Evangelische Kirche            |      | II/P    | 20       | Neubau mit Kegelladen; weitgehend erhalten, mit Physharmonika und Collectivtritt (feste Kombination)                |
| 1872      | Langsdorf (Lich)     | Evangelisch-reformierte Kirche |      | II/P    | 13       | 1925 durch Neubau von Förster & Nicolaus ersetzt                                                                    |
| 1873      | Queckborn            | Evangelische Kirche            |      | I/P     | 8 (9)    | erhalten |
| 1878      | Hungen               | Evangelische Stadtkirche       |      | II/P    | 25       | Försters größte Orgel, mechanische Kegelladen; nicht erhalten                                                       |
| 1879      | Allendorf/Lahn       | Evangelische Kirche            |      | I/P     | 7        | fast vollständig erhalten                                                                                           |
| 1880      | Ettingshausen        | Evangelische Kirche            |      | I/P     | 8        | mechanische Kegelladen; erhalten                                                                                    |
| 1880–1881 | Annerod              | Evangelische Kirche            |      | II/P    | 14       | Hängeventillade, Transmissionslade                                                                                  |
| 1885      | Nonnenroth           | Evangelisch-reformierte Kirche |      | I/P     | 9        | erhalten |
| 1886      | Oppenrod             | Evangelische Kirche            |      | I/P     | 7        | |
| 1887      | Arnshain             | Evangelische Kirche            |      | I/P     | 9        | unter Verwendung von Material der Vorgängerorgel (C. J. Ziese); erhalten → Orgel                                    |
| 1889      | Sellnrod             | Fachwerkkirche                 |      | I/P     | 8        | erhalten |
| 1890      | Watzenborn-Steinberg | Alte Kirche                    |      | I/P     | 8        | 2008 ausgebaut und eingelagert                                                                                      |
| 1893      | Bingenheim           | Evangelische Kirche            |      | II/P    | 12       | mechanische Kegelladen; unverändert erhalten                                                                        |
| 1896      | Hausen (Pohlheim)    | Evangelische Kirche            |      | I/P     | 7        | 1974 durch Neubau von Förster & Nicolaus ersetzt unter Einbeziehung einiger alter Register                          |
| 1897      | Frischborn           | Evangelische Kirche            |      | II/P    | 14       | „Lappenwindladen“ mit Röhrenpneumatik                                                                               |
| 1899      | Alten-Buseck         | Evangelische Kirche            |      | II/P    | 10       | pneumatische Kegelladen, Prospekt im Stil der Neorenaissance                                                        |
| 1899      | Reiskirchen          | Evangelische Kirche            |      | II/P    | 9        | erhalten |
| 1899      | Muschenheim          | Evangelische Kirche            |      | II/P    | 9        | 1992 ersetzt |
| 1900      | Garbenteich          | Evangelische Kirche            |      | I/P     | 9        | 1974 durch Neubau von Förster & Nicolaus ersetzt unter Einbeziehung einiger alter Register                          |